# Federico Andreotti (pittore)
Federico Andreotti (Firenze, 6 marzo 1847 – Firenze, 30 ottobre 1930) è stato un pittore italiano.

## Biografia
Nel 1861 si iscrisse all'Accademia di belle arti di Firenze sotto la guida del Enrico Pollastrini e di Stefano Ussi. Si dedicò all'olio, all'acquerello ma anche all'affresco, dipingendo paesaggi, ritratti, figure femminili, scene di genere, scene storiche e nature morte con scenari storici soprattutto seicenteschi e settecenteschi. Nelle sue opere si riscontra una combinazione di precisione tecnica e influenze impressioniste.
Come illustratore lavorò per Renato Fucini, illustrando il racconto Dolci ricordi nelle Veglie di Neri (ed. 1890).

## Galleria d'immagini

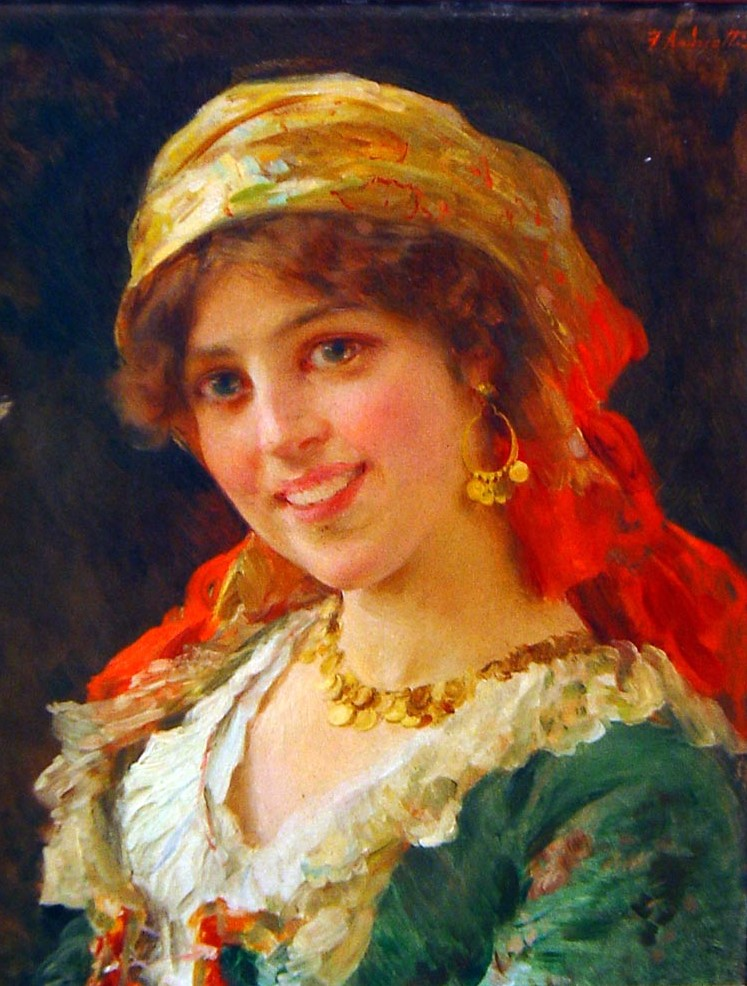
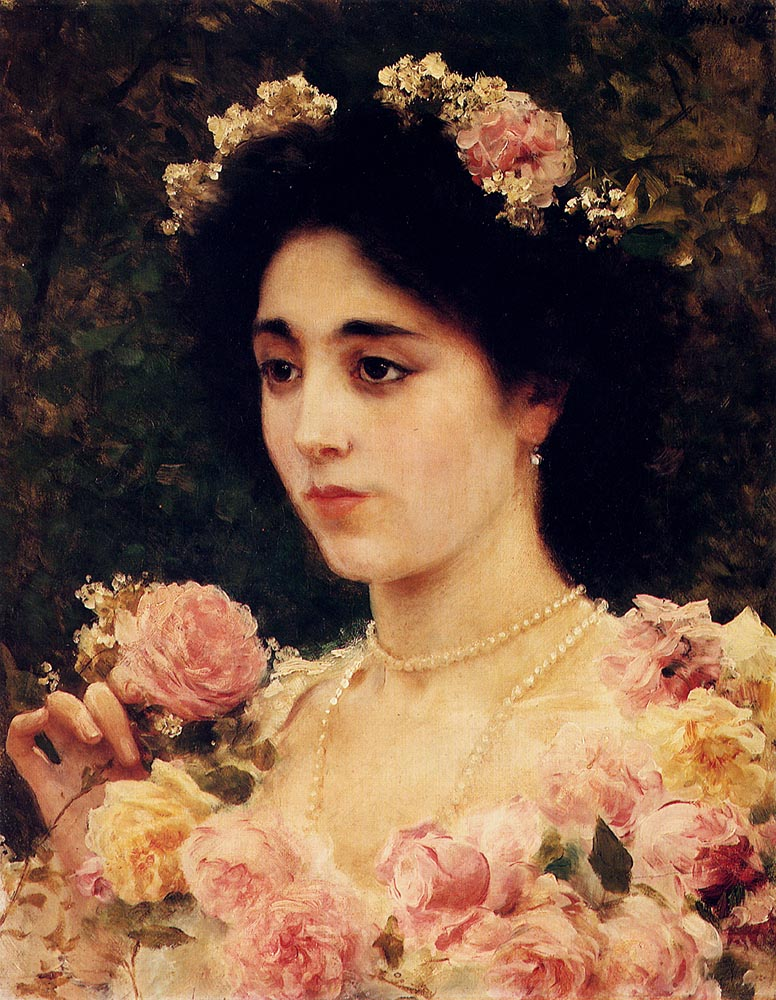
The Pink Rose
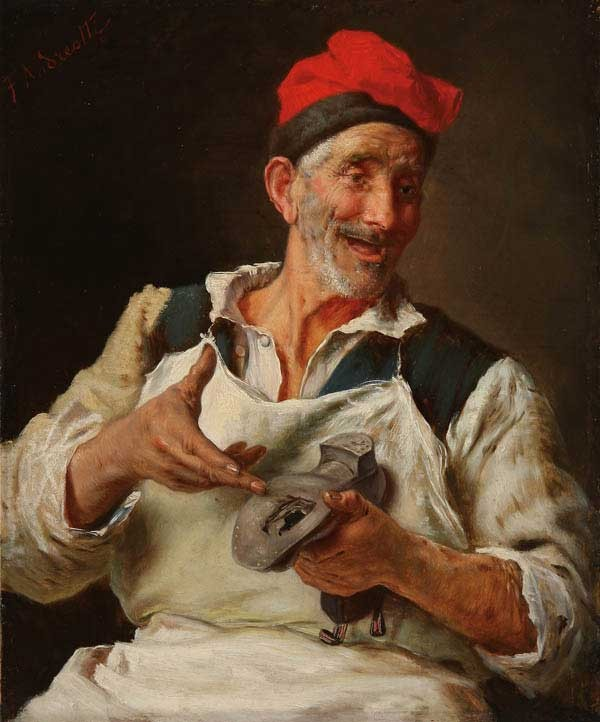
Il ciabattino
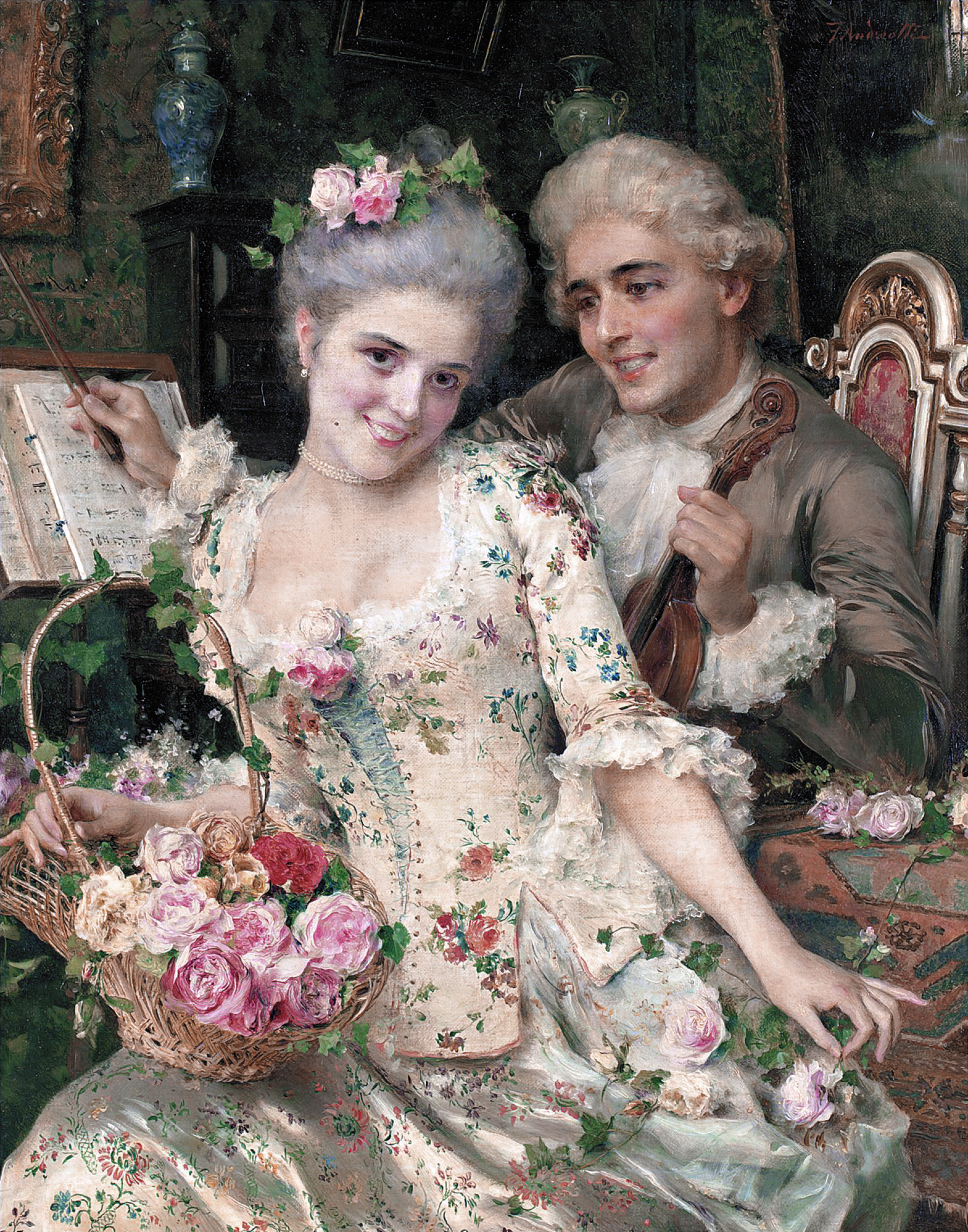
Un nuovo cesto di fiori
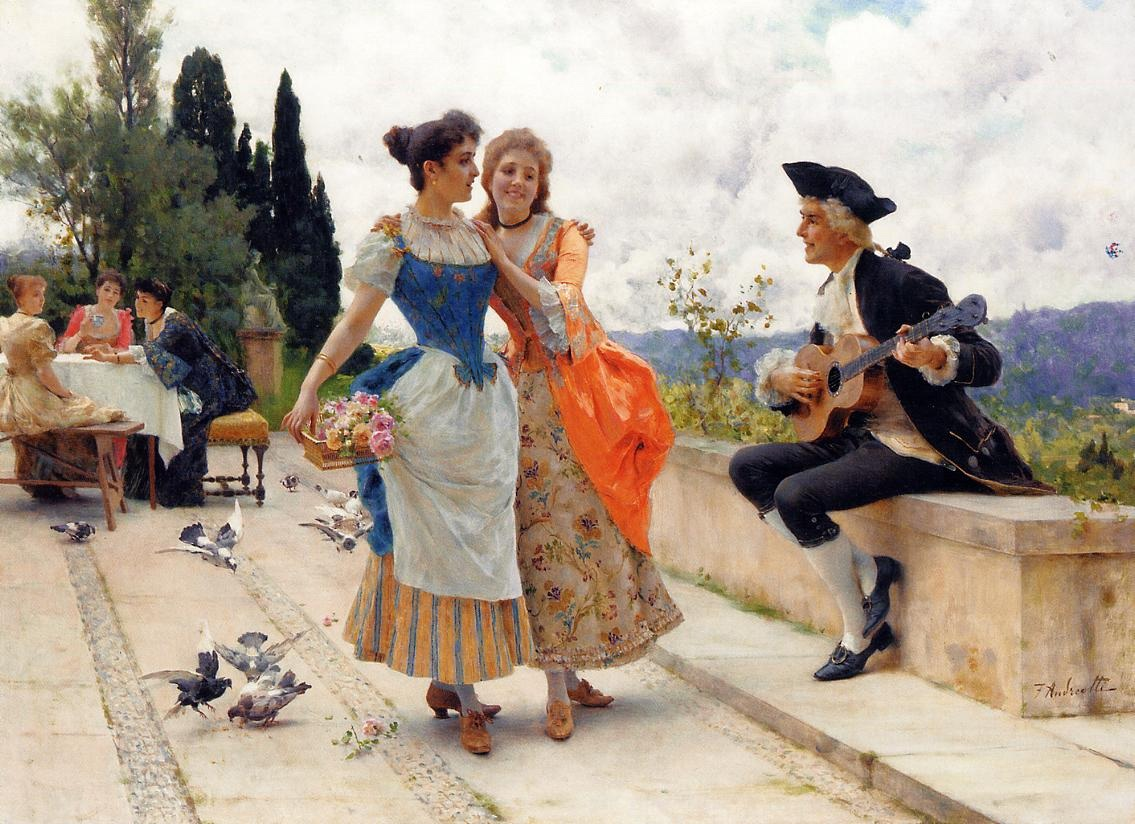
La serenata
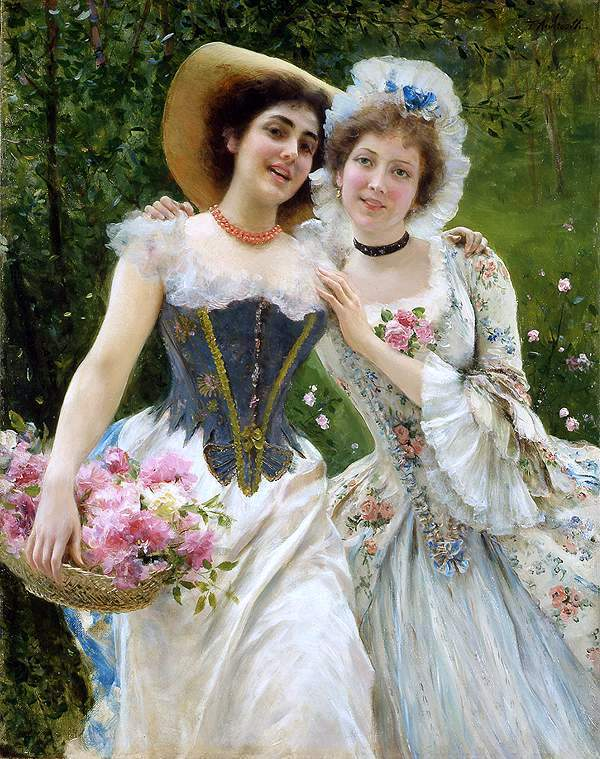
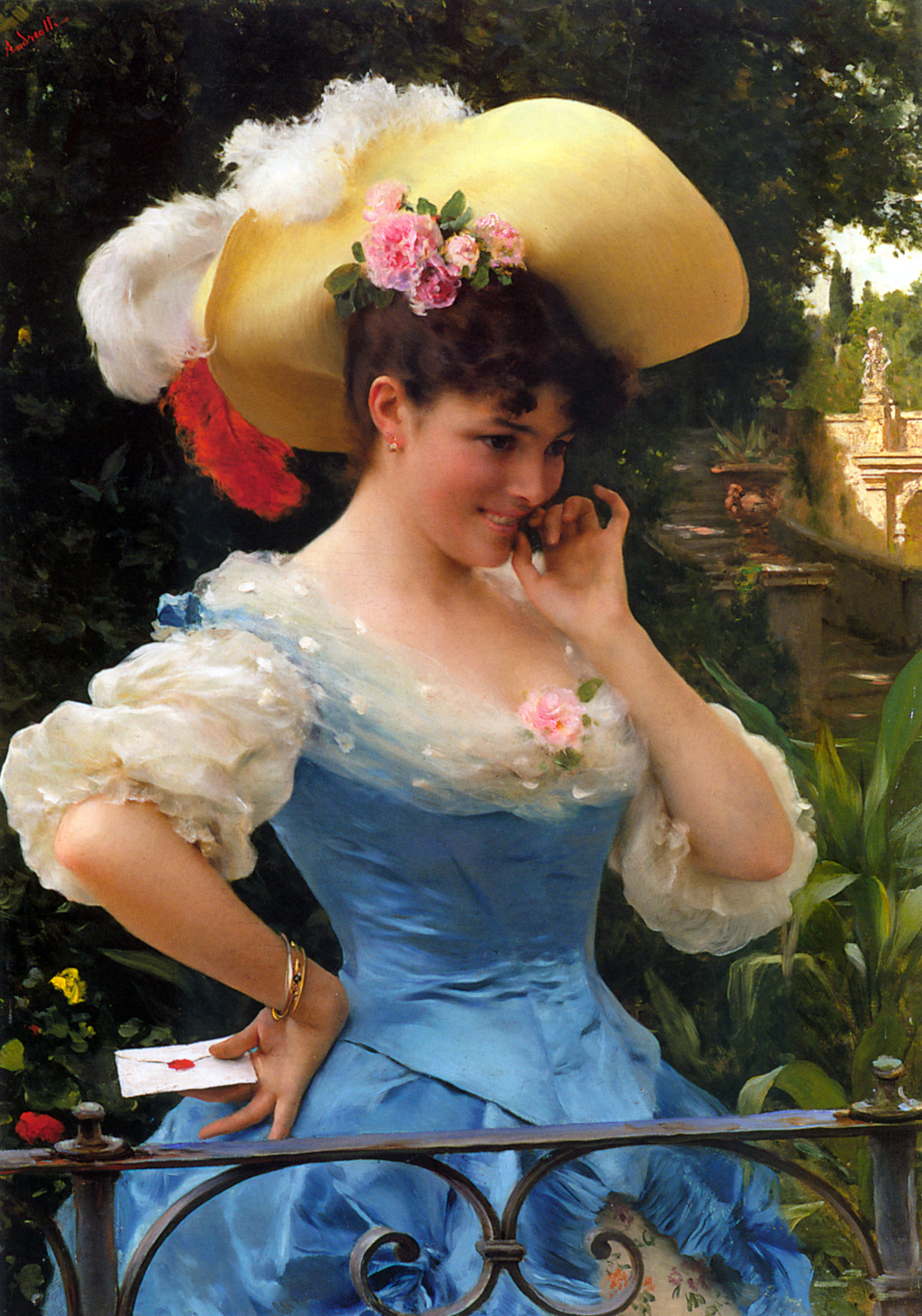
La lettera d'amore
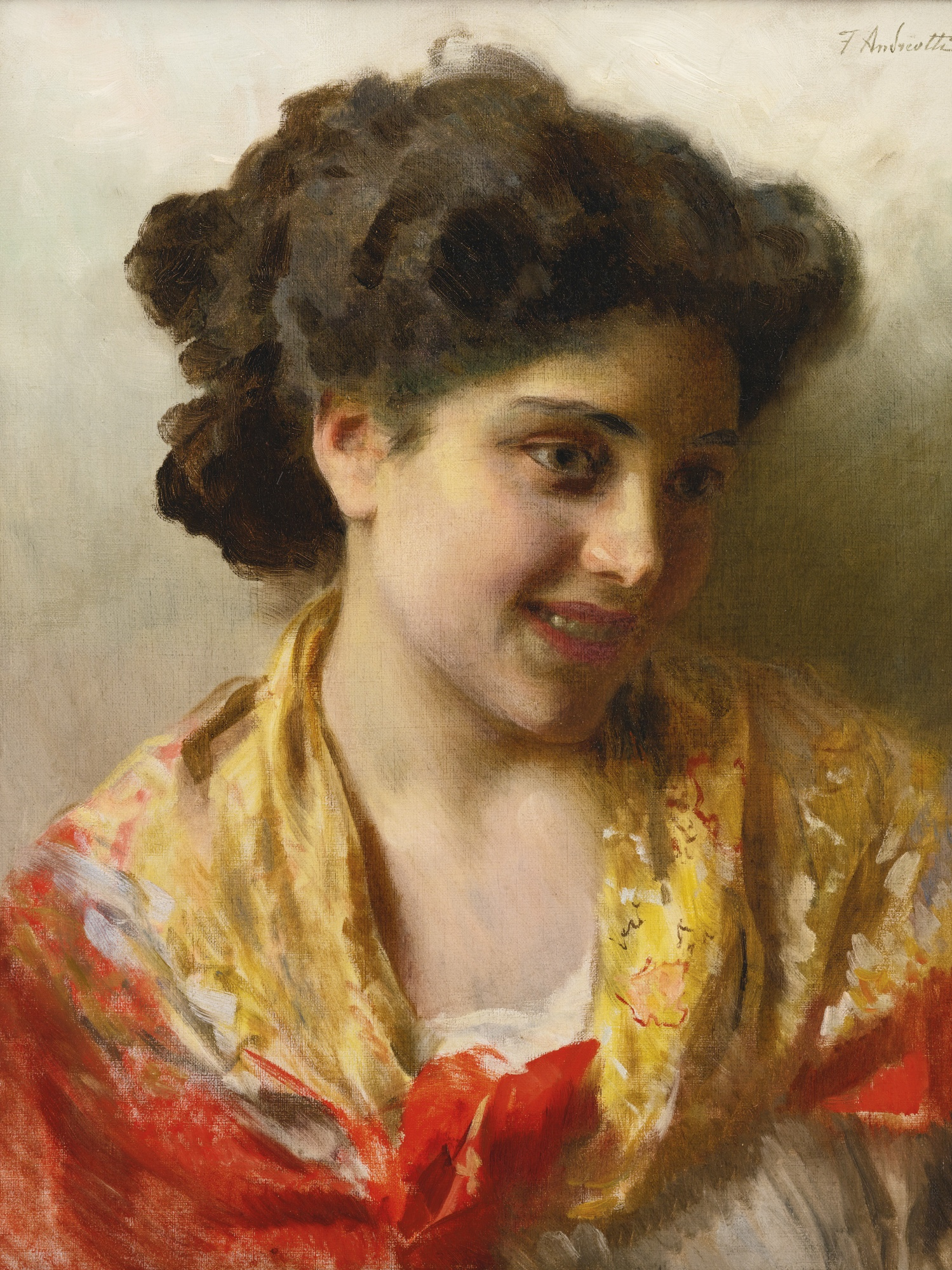
Bellezza zingaresca
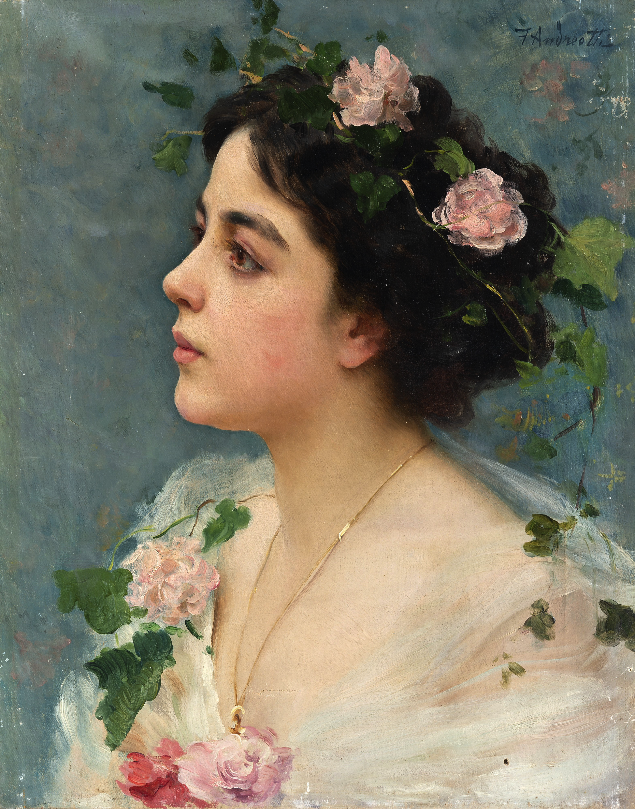
Flora